# Cantó de Villeurbanne-Nord
El cantó de Villeurbanne-Nord és un antic cantó francès del departament del Roine, situat al districte de Lió. Compta amb part del municipi de Villeurbanne. Va existir de 1964 a 2014.

## Municipis
- Villeurbanne

| Data d'elecció | Identitat       | Partit | Qualitat |
| -------------- | --------------- | ------ | -------- |
| 1964-1967      | André Valance   | SFIO   |          |
| 1967-1973      | Marcel Dutartre | PCF    |          |
| 1973-1979      | René Desgrand   | PCF    |          |
| 1979-2011      | Bernard Rivalta | PS     |          |
| 2011-2014      | Gilbert Devinaz | PS     |          |